# Dalton Briggs
Dalton Briggs (Russia, 9 giugno 1995) è un attore pornografico russo.

## Biografia

### Primi anni
È nato in Russia. Il padre faceva parte della mafia locale. La famiglia (padre, madre e i tredici fratelli) è stata uccisa da una gang ad essa legata. Rimasto solo è stato portato in un orfanotrofio in Ucraina, da dove si è trasferito all'età di sei anni negli Stati Uniti, ad Atlanta con i suoi nuovi genitori adottivi.

### Carriera
Dopo aver raggiunto la maggiore età, si è trasferito in California, dove nel 2014 ha iniziato la sua carriera nell'industria del porno. Ha iniziato a girare film con la Helix Studios, e successivamente con la Cocky Boys, Men.com e Next Door Studios.

### Vita privata
È dichiaratamente gay.

## Filmografia
- Blonds Have More Cum (Helix Studios) (2014)
- Dalton Goes Deep (Helix Studios) (2014)
- Worth The Wait (Helix Studios) (2014)
- Big Dick Bareback (Helix Studios) (2015)
- Big Dick Small Twink (Helix Studios) (2015)
- Cross Jerks: Rick and Dalton (Belamionline) (2015)
- Dalton Briggs Fucks Alex Killborn (Cocky Boys) (2015)
- Dalton Briggs Fucks Pierre Fitch (Cocky Boys) (2015)
- Dream Boy (Helix Studios) (2015)
- Interview: Dalton Briggs (Belamionline) (2015)
- Tyler Rides Dalton (Helix Studios) (2015)
- Bare Youth (Helix Studios) (2016)
- Becoming A Man (MEN.com) (2016)
- Berkeley (Naked Sword) (2016)
- Ex's and Oh's (Helix Studios) (2016)
- JJ and Dalton fuck Lance (Guys In Sweat Pants) (2016)
- My Slut Friend (MEN.com) (2016)
- Purge (MEN.com) (2016)
- Stepdick 1 (MEN.com) (2016)
- Stepdick 3 (MEN.com) (2016)
- Stepdick 4 (MEN.com) (2016)
- Tale Of Two Hookers 2 (MEN.com) (2016)
- Tale Of Two Hookers 3 (MEN.com) (2016)
- Turn The Other Cheek (Dudeboxxx) (2016)
- Austin Wilde's Favorite 3-Waysn (Guys In Sweat Pants) (2017)
- Boyfriend Experience (NextDoorStudios) (2017)
- Cuddle Puddle (NextDoorStudios) (2017)
- Fictional Fuck (NextDoorStudios) (2017)
- Fuck Club (NextDoorStudios) (2017)
- Love That Bareback Action (NextDoor Entertainment) (2017)
- Peepers 2 (MEN.com) (2017)
- Peepers 8 (MEN.com) (2017)
- Rain Delay (NextDoorStudios) (2017)
- Raw Cluster Fuck (NextDoor Entertainment) (2017)
- Collusion 1 (MEN.com) (2018)
- Collusion 3 (MEN.com) (2018)
- Dudes In Public 26: The Classroom (Reality Dudes) (2018)
- Frisky Boyfriends (NextDoor Entertainment) (2018)
- Heist 2 (MEN.com) (2018)
- Heist 3 (MEN.com) (2018)

## Premi e nomination
| Anno | Premio      | Categoria                 | Film | Vincitore    | Risultato |
| ---- | ----------- | ------------------------- | ---- | ------------ | --------- |
| 2018 | GayVN Award | Miglior pene (Fan Awards) | –    | Austin Wilde | Nomina    |